# San Román de Mao
Mao (llamada oficialmente San Román do Mao) es una parroquia española del municipio de Incio, en la provincia de Lugo, Galicia.

## Otras denominaciones
La parroquia también es conocida por el nombre de San Román de Mao.

## Límites
Limita con las parroquias de Mao al norte, Foilebar al este, Reboiro al sur, y Santa María de Mao al oeste.

## Organización territorial
La parroquia está formada por tres entidades de población:

### Entidades de población
Entidades de población que forman parte de la parroquia:
- Gomil (Goimil)
- Pacios
- Rousende
- Teixiz
- Vilaverde

### Despoblado
Despoblado que forma parte de la parroquia:
- Casanova (A Casanova)

## Demografía
| Gráfica de evolución demográfica de Mao entre 2000 y 2020 |
|                                                           |
| Datos según el nomenclátor publicado por el INE.          |